# Luray (Carolina del Sud)
Luray és una població dels Estats Units a l'estat de Carolina del Sud. Segons el cens del 2000 tenia 115 habitants.

## Demografia
Segons el cens del 2000, Luray tenia 115 habitants, 45 habitatges i 27 famílies. La densitat de població era de 41,5 habitants/km².
Dels 45 habitatges en un 26,7% hi vivien nens de menys de 18 anys, en un 37,8% hi vivien parelles casades, en un 20% dones solteres, i en un 37,8% no eren unitats familiars. En el 33,3% dels habitatges hi vivien persones soles l'11,1% de les quals corresponia a persones de 65 anys o més que vivien soles. El nombre mitjà de persones vivint en cada habitatge era de 2,56 i el nombre mitjà de persones que vivien en cada família era de 3,39.
Per edats la població es repartia de la següent manera: un 30,4% tenia menys de 18 anys, un 6,1% entre 18 i 24, un 27% entre 25 i 44, un 20% de 45 a 60 i un 16,5% 65 anys o més.
L'edat mediana era de 36 anys. Per cada 100 dones de 18 o més anys hi havia 100 homes.
La renda mediana per habitatge era de 26.875 $ i la renda mediana per família de 35.625 $. Els homes tenien una renda mediana de 31.250 $ mentre que les dones 9.375 $. La renda per capita de la població era de 13.154 $. Entorn del 32% de les famílies i el 32,7% de la població estaven per davall del llindar de pobresa.

## Poblacions més properes
El següent diagrama mostra les poblacions més properes.